# Sambuca
Pour les articles homonymes, voir Sambuca (homonymie).
La sambuca est une liqueur italienne douce et forte à base d'anis étoilé, créée à Civitavecchia, dans la province de Rome, en 1851.

## Étymologie
Sambuca vient du nom en latin de la plante, le sureau, dont est tiré l'extrait. L'étymologie du terme de bas latin, sambūcus ou sābūcus, déjà attesté par Pline) est incertaine, mais probablement d'origine non indo-européenne. Selon l'entreprise italienne Molinari spécialisée dans la production de sambuca depuis 1945, ce terme aurait été employé par Luigi Manzi, un des précurseurs de la liqueur anisée, qui l'aurait nommée ainsi pour les ressemblances phoniques avec les mots sambuchelli et acquaioli, respectivement « anis » et « eau » en patois d'Ischia, île au large de Naples.

## Histoire
La recette originale de la sambuca trouve probablement son origine dans la tradition de l'herboristerie chartreuse, qui était autrefois connue pour ses boissons alcoolisées et ses préparations médicinales. Comme mentionné ci-dessus, l'extrait de fleur de sureau blanc est l'un des ingrédients, mais pas le principal.
La Sambuca a été commercialisée à la fin du XIXe siècle à Civitavecchia par Luigi Manzi sous le nom de Sambuca Manzi, encore produite aujourd'hui. Elle a ensuite été lancée au niveau international par Angelo Molinari à partir de 1945, après la fin de la guerre, sous le nom de Sambuca Extra Molinari. La société était dirigée par Mafalda Molinari.
Puis la direction est passée à Antonio Molinari. Plus tard, les petits-fils du fondateur, Mario et Angelo, sont devenus administrateurs délégués (la troisième petite-fille, Inge, a également rejoint le conseil d'administration).

## Préparation
La sambuca est obtenue par distillation à la vapeur de grains d'anis étoilé, et d'autres arômes végétaux comme la réglisse, additionnés d'alcool et de sucre (350 g/l).

## Dégustation et marques
La sambuca est bue en apéritif, en liqueur, avec des glaçons, dans du café, elle est souvent servie flambée avec trois grains de café entiers (con la mosca, avec la mouche) ou flambée directement dans la bouche, ainsi qu'en cocktail.
Les différentes marques de Sambuca sont : Amore, Averna, Borghetti, Borsci, Franciacorta, Isolabella, Lupini, Luxardo, Manzi (la première en 1851), Massari, Molinari, Ramazzotti, Romana, Sarandrea, SIMAL, Toschi, Villa Colonna, et Vinci.